# Snöloppa
Snöloppor eller glaciärloppor (Hypogastrura harveyi och Hypogastrura nivicola) är arter av hoppstjärtar.
De kallas så eftersom de lättast kan observeras hoppande omkring på snöytan en varm vinterdag, ofta nära träd. Vuxna snöloppor är 1–2 mm långa, och den mörkblå färgen gör att de upplevs som prickar som har jämförts med peppar eller aska spridd på snön. Det finns många andra arter av släktet Hypogastrura, varav de flesta svärmar, men normalt inte på snö. Trots allt betecknas ibland hela släktet som snöloppor.
I vardagligt tal kallas flera andra hoppstjärtar som vistas på snö för snöloppa. De två arterna som beskrivs här förekommer främst i Nordamerika. Snöloppor som förekommer i Europa är bland annat Ceratophysella sigillata, Desoria hiemalis, Desoria violacea, Hypogastrura socialis och Vertagopus westerlundi.
Liksom andra hoppstjärtar saknar de vingar, men kan kasta sig mot en slumpmässig riktning genom att lösgöra två svansliknande "fjädrar" placerade på buken.
Snöloppor är nedbrytare och äter ruttna organiska material samt bakterier, svampar, alger, pollen, spolmaskar och hjuldjur. Efter parningen på våren lägger honorna ägg i jorden. De uppdykande pupporna genomgår flera ömsningar; innan vintern har de alla de vuxna egenskaperna.